# Moha MMZ
Moha MMZ, nom de scène de Mohamed Lakmale, né le 21 janvier 1998 à Corbeil-Essonnes, est un rappeur et chanteur français d'origine algéro-marocaine venant des Tarterêts, quartier de Corbeil-Essonnes.
Avec Lazer MMZ, il fait partie du groupe MMZ. Il fait partie de l'entourage proche de PNL (QLF).

## Biographie
Originaire de la cité des Tarterêts, située à Corbeil-Essonnes, Moha MMZ se fait découvrir par le grand public grâce à une apparition en featuring sur le titre Que la mif du groupe PNL, issue de l'album Le Monde Chico. Il s'ensuit une carrière à succès avec son groupe MMZ qu'il forme avec Lazer.
De 2016 à 2019 trois albums sortent, Tout pour le gang en 2016, N'DA en 2017 et Sayonara en 2019. Leurs deux premiers projets sont certifiés disque d'or par le SNEP,.
Moha MMZ sort ses premiers musiques en solo courant 2020 avec Paranoïack ou CZ 75,. Mais c'est le 21 janvier 2022 que sort son premier album studio intitulé EUPHORIA. Il contient 14 pistes dont des collaborations avec DTF et Zed du groupe 13 Block.
Le 12 mai 2023 sort un nouveau single HABITUÉ, accompagné d'un clip à la direction artistique très singulière.
Le 25 Juin 2024 Moha annonce son nouveau projet intitulé LA PLAGE, celui ci comporte 16 pistes comprenant des collaborations avec So la Lune et Camille Yembe. Puis le 27 Juin Moha annonce son premier concert en solo le 15 Octobre 2024 a la Cigale.

## Discographie

### Singles
- 2020 : Paranoïack
- 2020 : CZ 75
- 2020 : Youwoh
- 2021 : MODE
- 2021 : Pourri dans l'âme
- 2021 : Mon bébé
- 2021 : OMERTÀ
- 2022 : TARZAN - Dysphoria
- 2022 : ANNABA - Dysphoria
- 2022 : FLOKI - Dysphoria
- 2023 : LIBRE - Dysphoria
- 2023 : HABITUÉ
- 2023 : Ensemble
- 2024 : Agoraphobe
- 2024 : Ivre
- 2024 : Only You

### Apparitions
- 2014 : F430 feat. Ademo, Ilinas, Moha MMZ, Injection Sonore & IGD - Squad Freestyle
- 2015 : PNL feat. S-Pion, F430, Moha MMZ & Ilinas - Que la mif (sur l'album Le Monde Chico)
- 2019 : F430 feat. Moha MMZ - Puta (sur l'album Thank You God)
- 2019 : S-Pion feat. Moha MMZ - Tu te rappelles (sur l'album Sourou)
- 2021 : Bramsito, Moha MMZ - Andale (sur la compilation 91 All Stars)
- 2021 : S-Pion feat. Moha MMZ - Personne (sur l'album Sourou 2)
- 2022 : Kaneki feat. Moha MMZ - N'DA (sur l'album Ce que je vis)
- 2023 : DTF feat. Moha MMZ - Marbella (sur l'album Karma)